# 全欧网络
全欧网络（英語：Trans-European Networks）是欧洲联盟为落实及开发共同市场、并加快联盟的社会及经济一体化进程而拟定的一项方针。其重点计划在于改进共同市场的交联，并对部分运输系统进行统一。此外，能源及电信的基建也应将得到完善，伽利略定位系統也应得到发展。
其法律依据来源于欧洲联盟运作条约的“全欧网络”章节（第170条至第172条）。欧盟对普通立法程序的指引作出界定，它明确了全欧网络开发的目标和重点，以及共同关心的个别项目。尤其是通过协调技术标准，以确保不同国家的网络能够顺利挂钩。欧盟还可以开展可行性研究，并使用内聚资金和其他资金对个别项目予以财政支持。但是在涉及某一个成员国领土的项目上，则需要获得该国的批准方可推进。